# Hipòtesi de l'àvia
La hipòtesi de l'àvia és una hipòtesi per explicar l'existència de la menopausa a la història de la vida humana mitjançant la identificació del valor adaptatiu de les xarxes de parentiu estès. Es basa en la «hipòtesi de la mare» postulada anteriorment, que estableix que a mesura que les mares envelleixen, els costos de reproducció augmenten i l'energia dedicada a aquestes activitats es gastaria millor en ajudar la seva descendència en els seus esforços reproductius. Suggereix que en redirigir la seva energia a la dels seus descendents, les àvies poden augmentar la garantia de la supervivència dels gens a través de les generacions més joves. En brindar suport als seus familiars, les àvies no només s'asseguren que se satisfacin els seus interessos genètics, sinó que també milloren les xarxes socials, cosa que es podria traduir en una millor adquisició immediata de recursos. Podria estendre's als parents passats a xarxes comunitàries més grans i beneficiar l'aptitud d'un grup més ampli.